# Aberdeen
Aberdeen je škotski grad, treći po veličini u Škotskoj s 202,370 
stanovnika (2005.).  Grad nosi nadimke poput Granitni grad, Srebrni grad sa zlatnim pijeskom zato što je sredinom 18. i 20. stoljeća za izgradnju korišten granit iz lokalnih rudnika u kojem turmalini svjetlucaju poput srebra. Otkako je 1970-ih otkriven nafta u Sjevernom moru grad nazivaju i Naftnom prijestolnicom Europe ili Energetskom prijestolnicom Europe. Grad je smješten između rijeka Dee i Don.

## Povijest
Na području grada postoje nastambe ljudi već najmanje 8,000 godina. Grad je počeo kao dva odovjena naselja (škotski naziv: burgh): Stari Aberdeen na ušću rijeke Don i Novog Aberdeena, trgovačke i ribarske naseobine.

## Sport
Nogometni klub Aberdeen F.C. osvajač je Kupa Pobjednika Kupova i Europskog superkupa 1983.g. i tri naslova Škotskog prvaka. Klub nastupa na stadionu Pittodrie u škotskoj Premier ligi.

## Galerija slika
- Aberdeen

## Vanjske poveznice
- (engl.)Aberdeen gradsko vijeće
- (engl.)Podaci o Aberdeenu
- (engl.)vodič po Aberdeenu i Aberdeenshireu
- (engl.)Kratka povijest Aberdeena
- (engl.)Neotkrivena Škotska Povijest Aberdeena